# Noord-Eifel

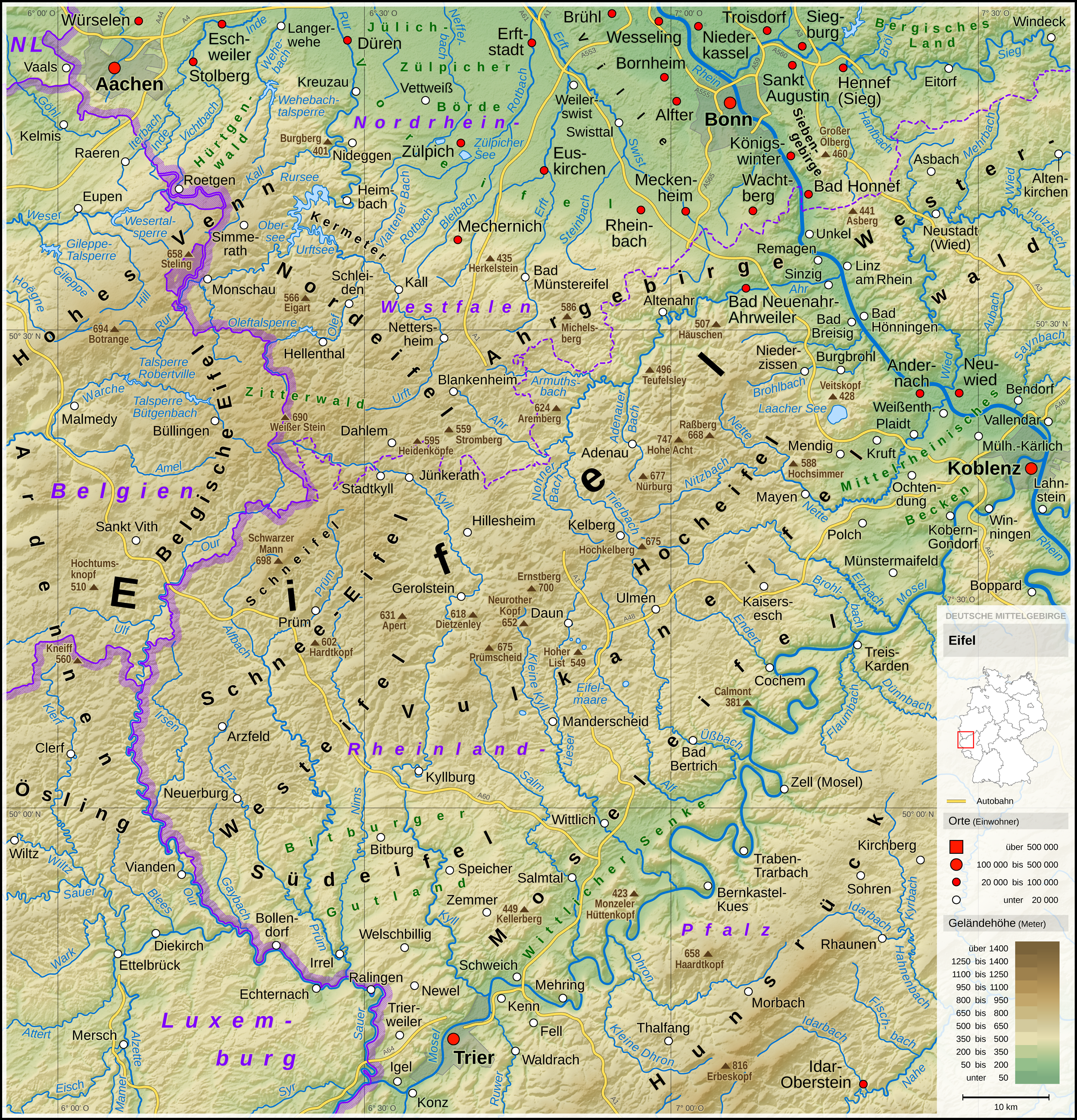
Kaart van het Eifelgebergte

De Noord-Eifel (Duits: Nordeifel) is een geografisch niet duidelijk afgebakend gebied in het noordelijke deel van het Eifelgebergte in de gelijknamige regio. De Noord-Eifel maakt onderdeel uit van de Duitse deelstaat Noordrijn-Westfalen en de Belgische Provincie Luik. In het zuiden wordt het gebied begrensd door de Sneeuweifel en in het westen door de Ardennen. In het oosten gaat het gebied over in het Ahrgebergte en de Jülich-Zülpich Börde, waarvan het zuidelijke deel de Voor-Eifel vormt. De stad Aken ligt aan de rand van de Noord-Eifel. 
Gebieden die meestal tot de Noord-Eifel worden gerekend zijn:
- Vennvorland
- Hoge Venen
- Roereifel
- Kalkeifel
- Dal van de Our in Duitsland en België

Bovenstaande gebieden behoren tot het Natuurpark Hoge Venen-Eifel.
Andere gebieden die tot de Noord-Eifel worden gerekend zijn:
- Hürtgenwald
- Nationaal Park Eifel
- Monschauer Heggenland
- Kermeter
- Zitterwald
- Aachener Wald
- Aachener Hügelland
- Vaalser Hügelland

## Afbeeldingen

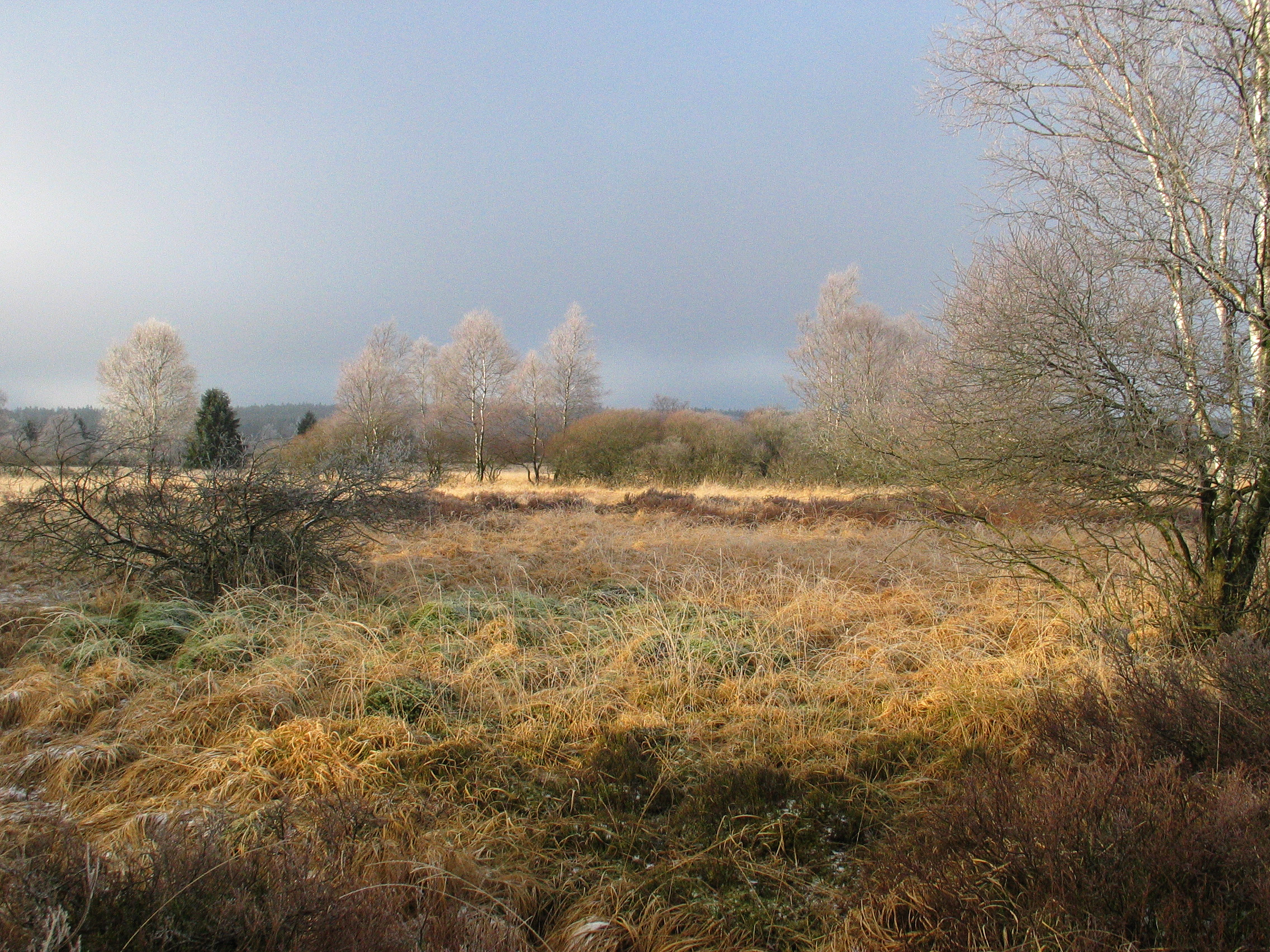
Hoogveenlandschap in de Hoge Venen
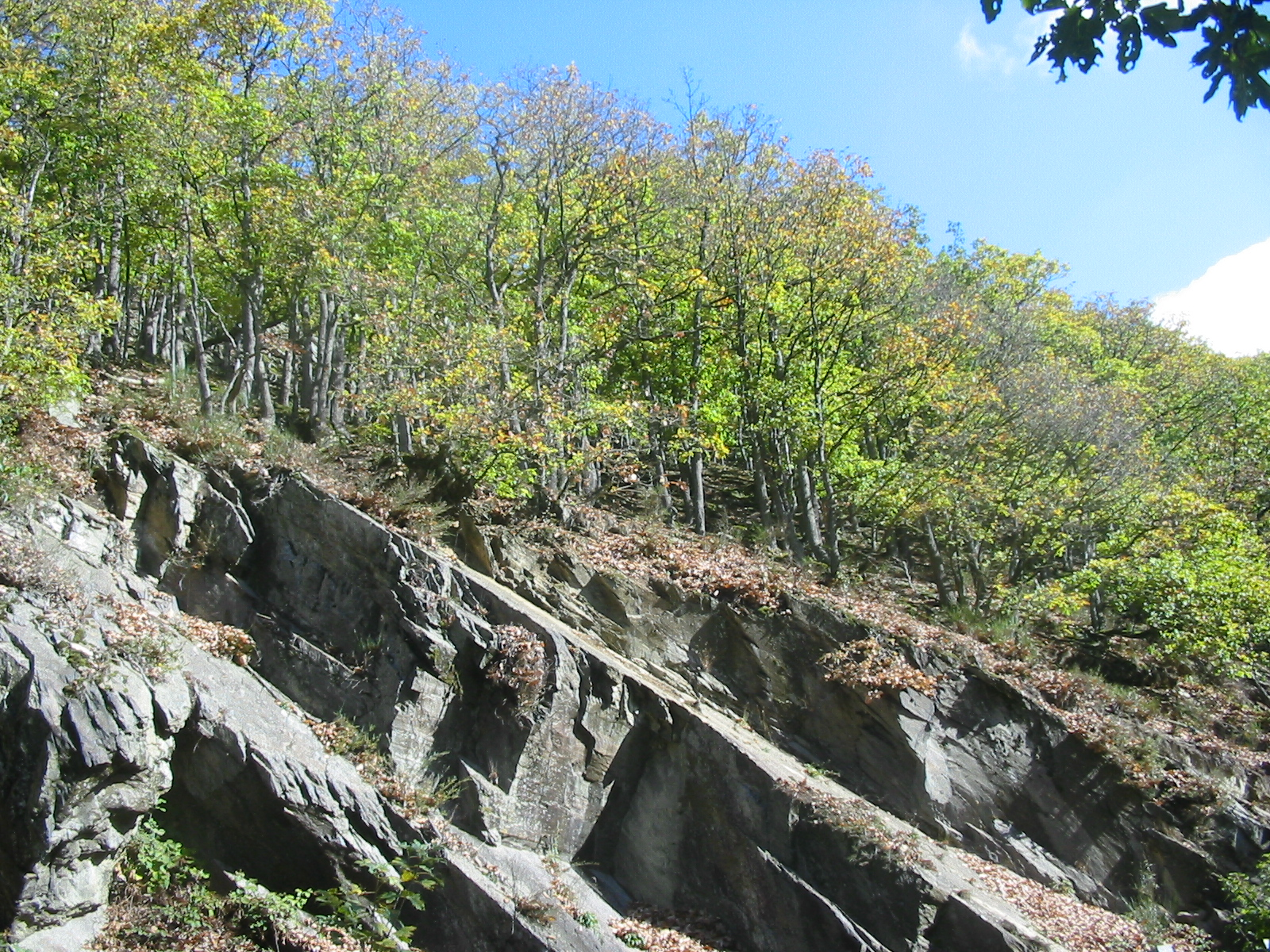
Rotslandschap in de Kermeter
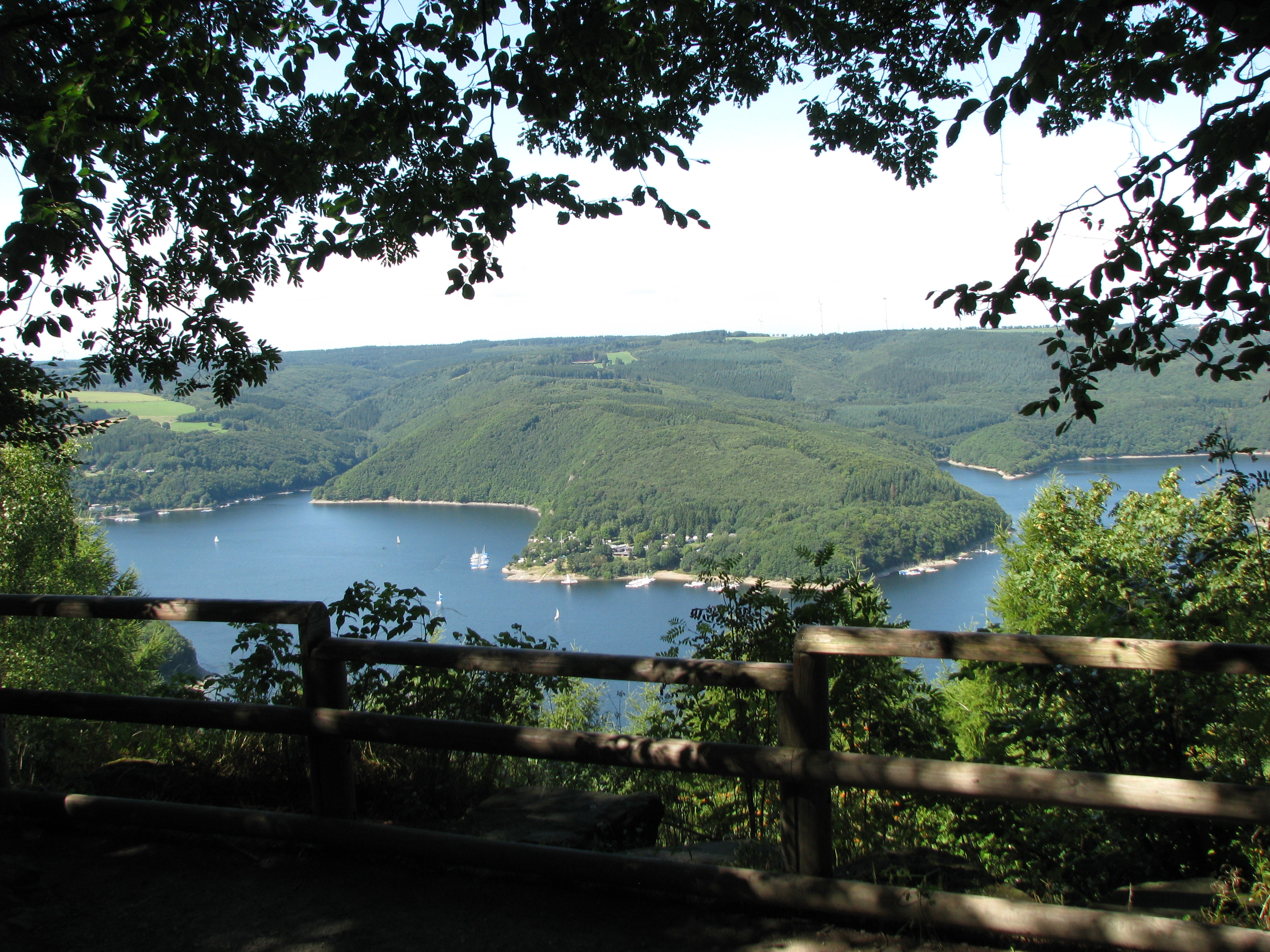
Stuwmeer van de Roer
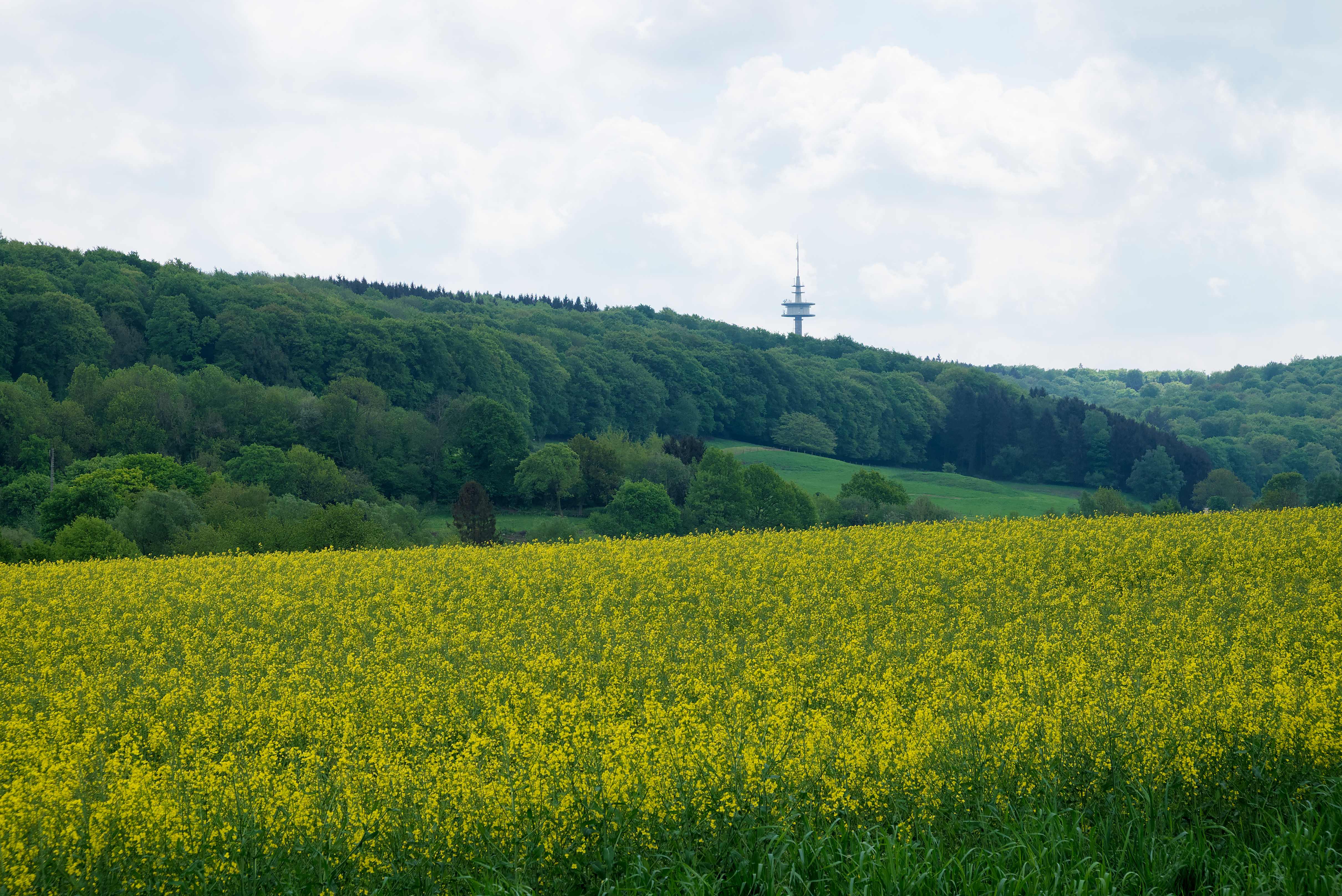
Het Vaalser Hügelland, het Duitse deel van het Nederlandse Heuvelland (Zuid-Limburg) ten oosten van Vaals en de Selzerbeek.
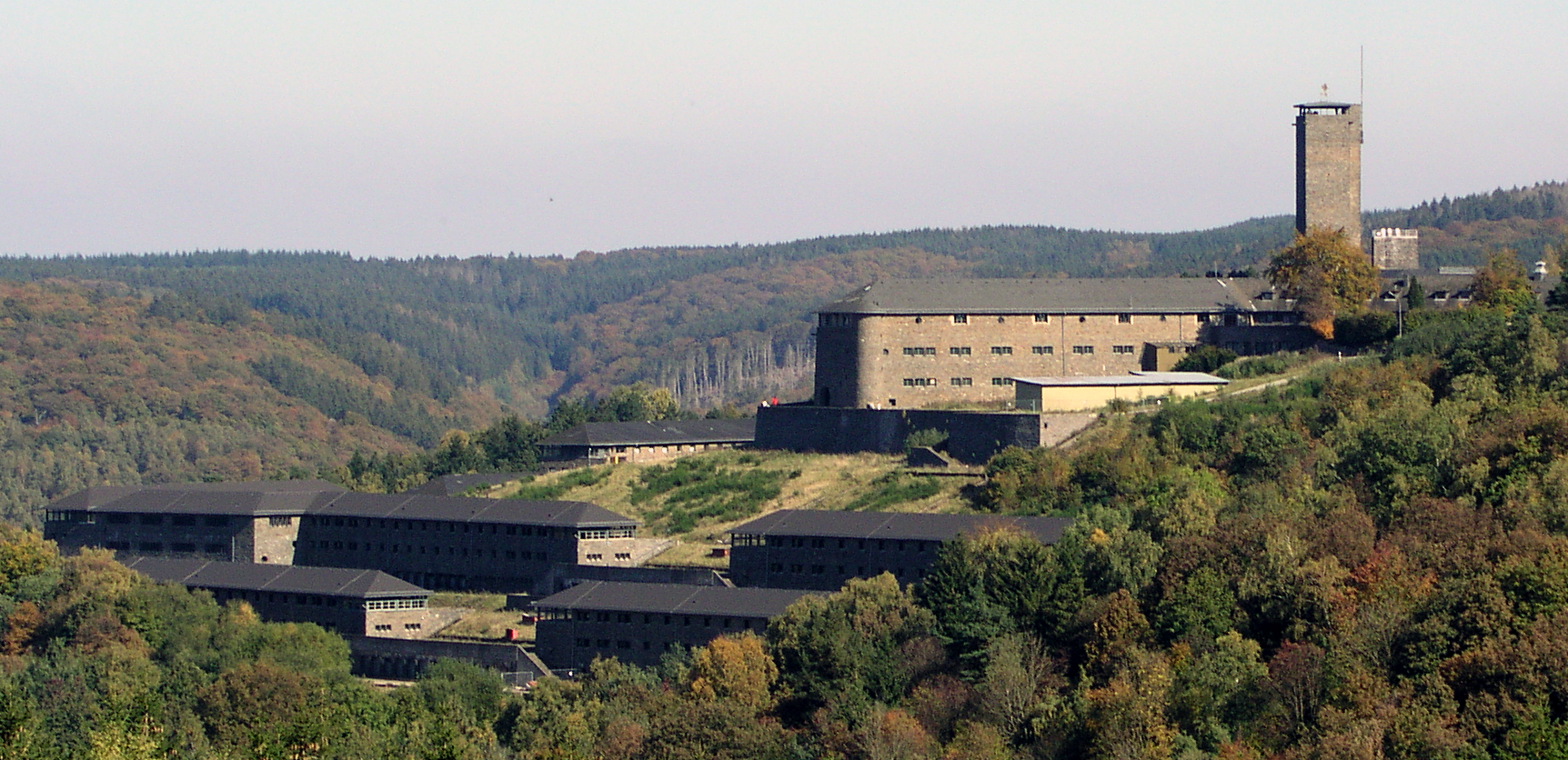
Ordensburg Vogelsang in het Nationaal Park Eifel
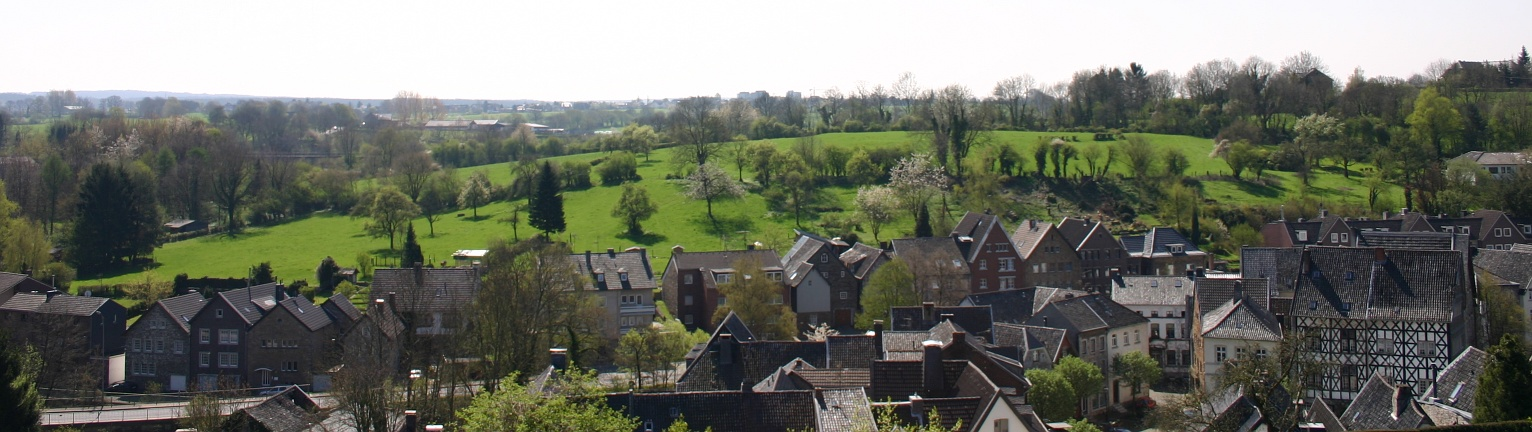
Kornelisműnster in het Vennvorland
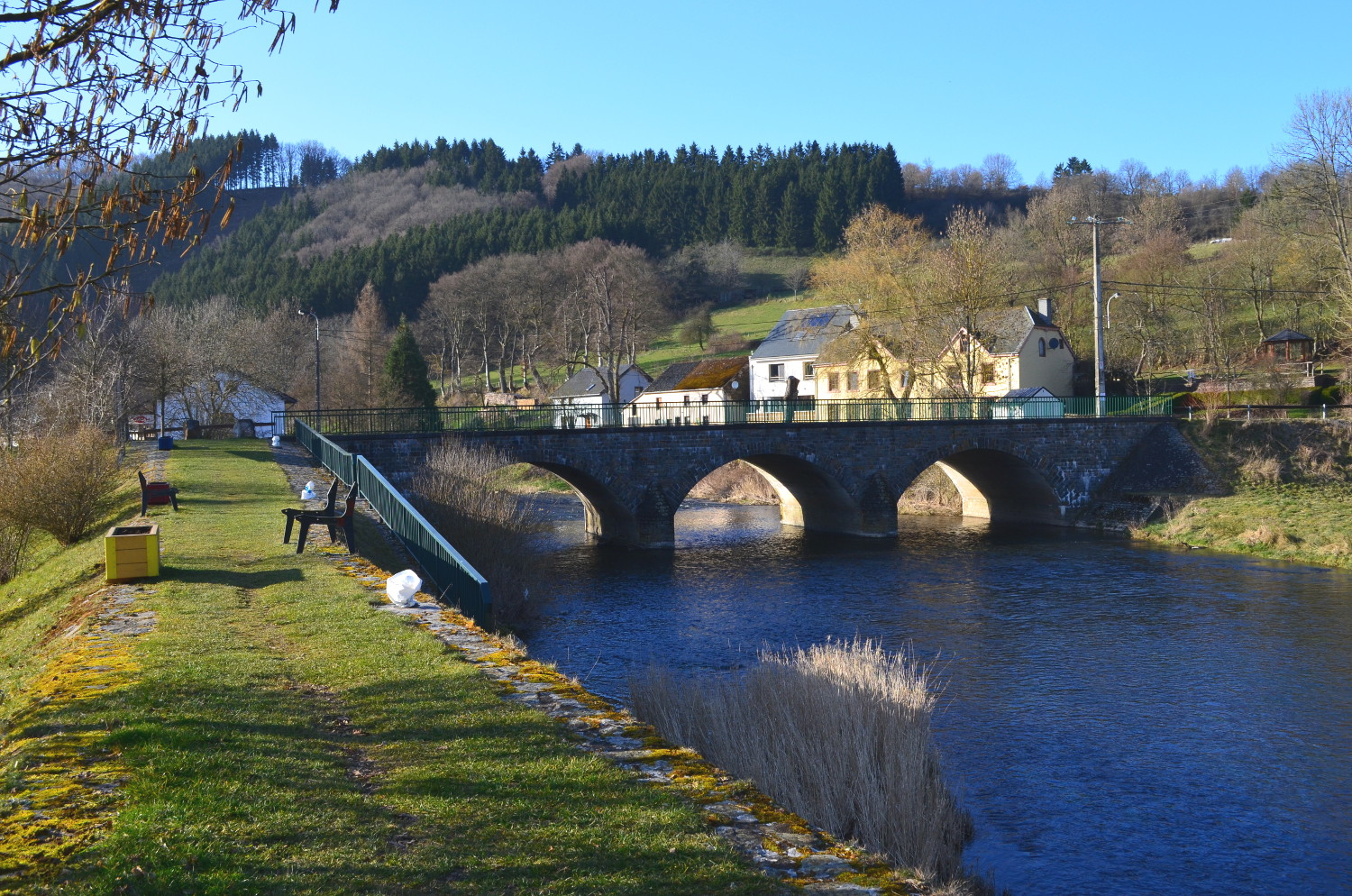
Stenen brug over het riviertje de Our in Ouren
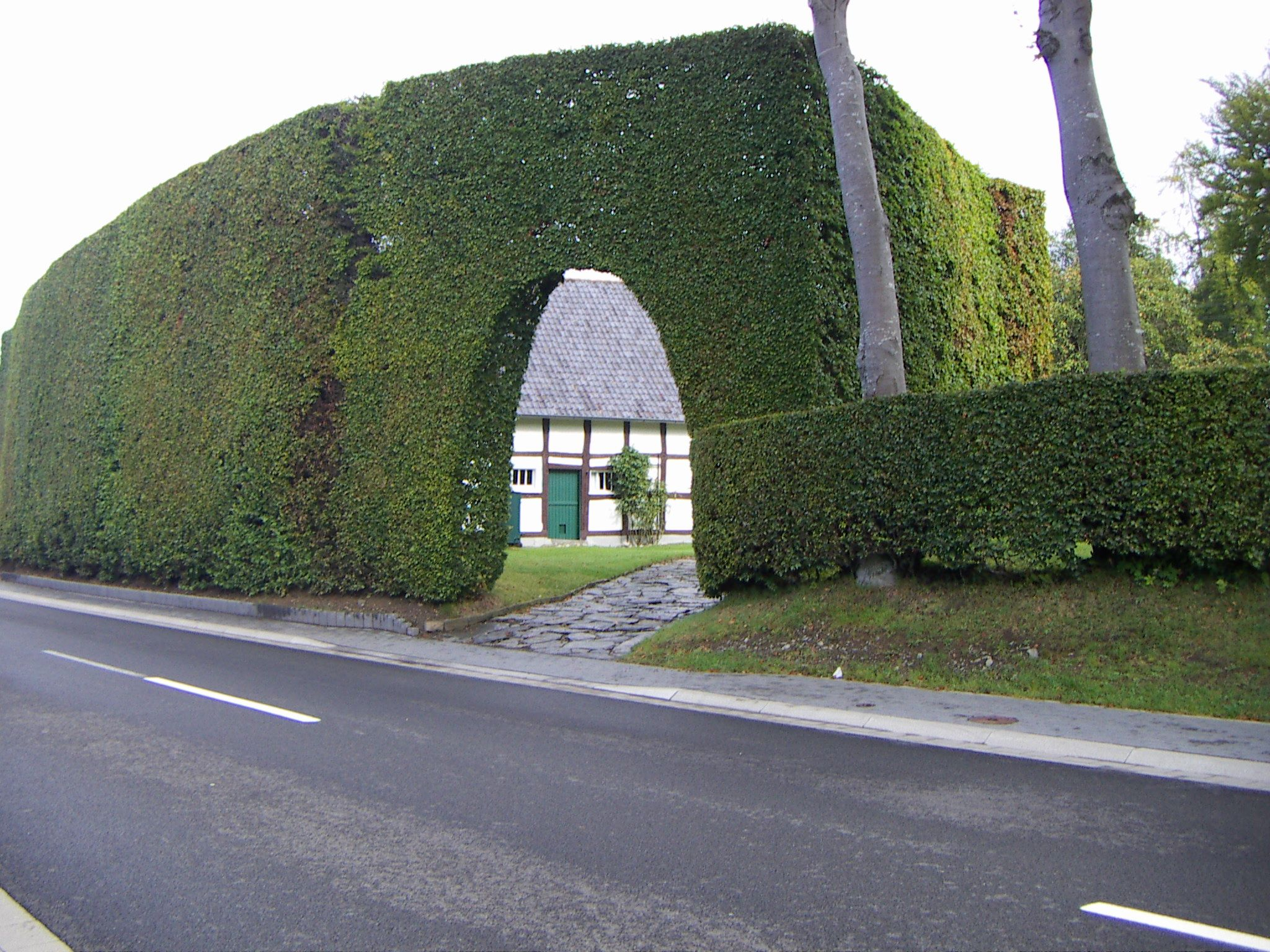
Karakteristieke Rode beukheggen in Höfen (Monschau) in het Monschauer Heggenland